# Ślaz nicejski
Ślaz nicejski (Malva nicaeensis All.) – gatunek rośliny należący do rodziny ślazowatych (Malvaceae). 

## Zasięg geograficzny
Występuje w basenie Morza Śródziemnego i w zachodniej części Azji. Zasięg naturalnego występowania obejmuje Afrykę Północną (Algieria, Egipt, Libia, Maroko, Tunezja, Wyspy Kanaryjskie i Madera), Europę Południową (Albania, Bułgaria,Chorwacja, Grecja, Włochy, Słowenia, Francja, Portugalia, Hiszpania), obszary Azji Zachodniej (Arabia Saudyjska, Cypr, półwysep Synaj, Iran, Irak, Izrael, Jordania, Liban, Syria, Turcja ), część Kaukazu (Armenia, Azerbejdżan, Gruzja) i zachodnią część Azji Środkowej (Tadżykistan, Turkiestan). Rozprzestrzenia się też gdzieniegdzie poza obszary rodzimego występowania. W Polsce rejestrowany jest przejściowo jako efemerofit.

## Morfologia

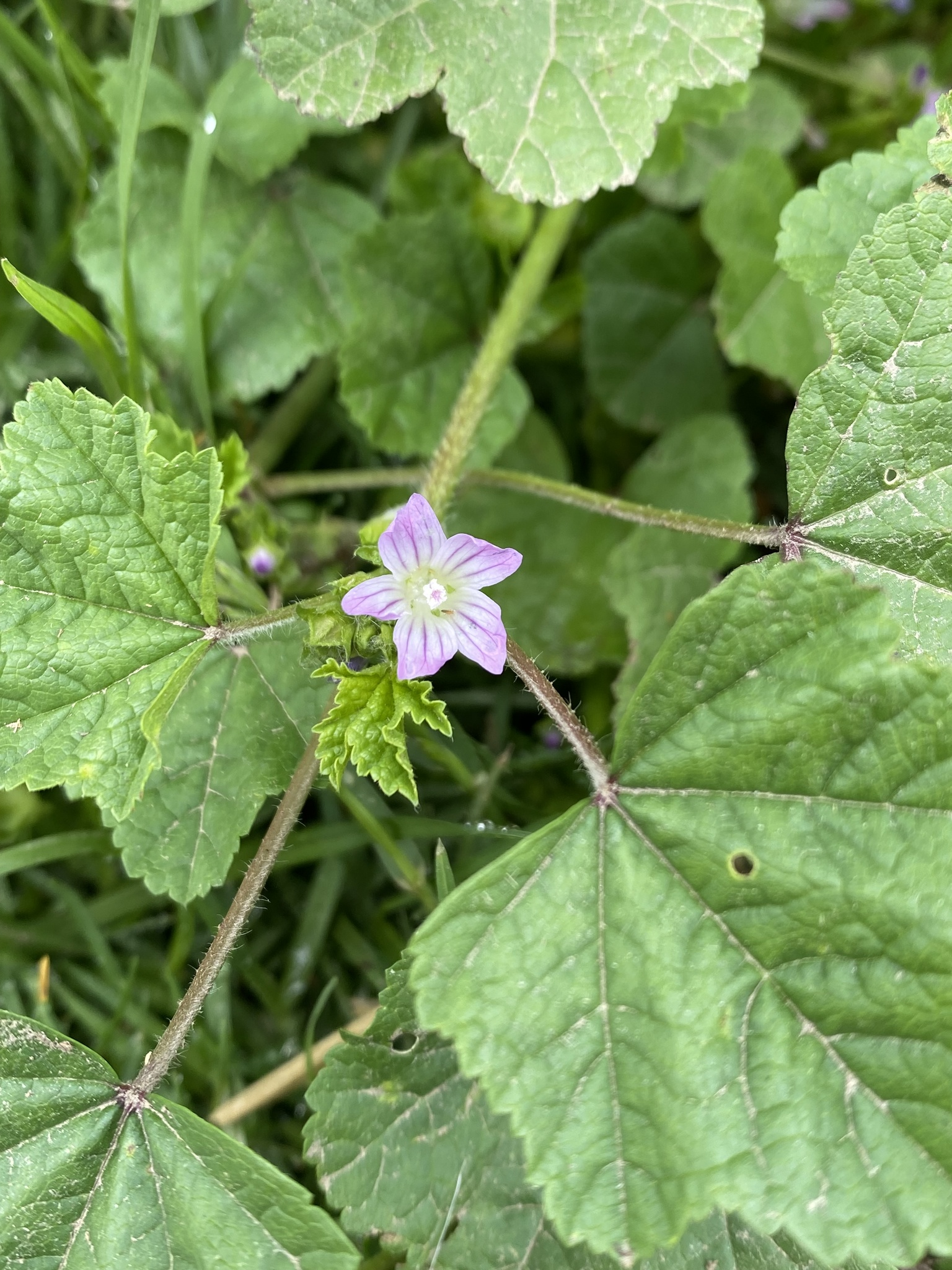
Kwiat

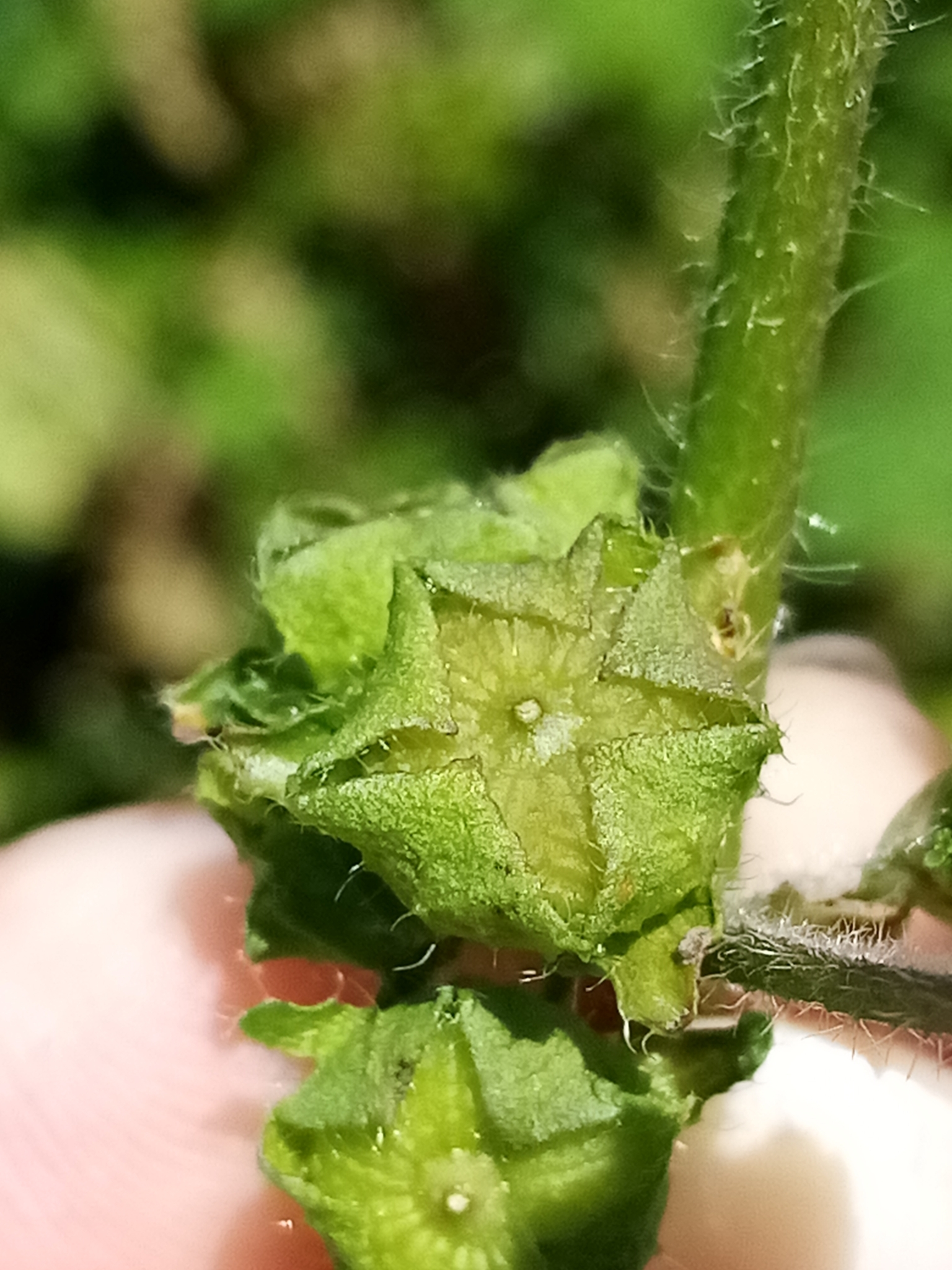
Owoc

ŁodygaSzorstko owłosiona, pokładająca lub wzniesiona, u dołu drewniejąca, w górze rozgałęziona, o długości do 60 cm i grubości do 12 mm.
LiściePojedyncze, 5 lub 7-klapowe, o brzegach grubo ząbkowanych. Są obustronnie  owłosione.
KwiatyZebrane po 2–6 w zagęszczone wierzchotki, wyrastające na zgiętych zazwyczaj szypułkach w kątach lancetowatych lub jajowatych podsadek o długości 4–5 mm. kielich złożony z 5 działek o długości 4–5 mm, owłosionych po zewnętrznej stronie. Płatki korony mają długość 10–12 mm i kolor różowy lub różowo-fioletowy, po uschnięciu stają się niebieskie. Pręciki w liczbie 10–12, owłosione/ Kwitnie od lutego do czerwca, kwiaty otwierają się na dzień i zamykają na noc.
OwocRozłupnia składająca się z 7–9 jednonasiennych, nagich lub owłosionych rozłupek o ostrych brzegach, bez skrzydełek. Mają kolor ciemnopomarańczowy do brązowego.

## Zastosowanie
- Na terenach biblijnych dwa gatunki ślazu: ślaz dziki i ślaz nicejski były roślinami spożywczymi. Obydwa są w Izraelu pospolite. Wczesną wiosną z ich młodych pędów dawniej robiono zupy i sałatki (zwłaszcza podczas głodu). Zdaniem badaczy roślin biblijnych w takim kontekście rozumieć należy werset w Księdze Hioba (6,6-7): „Czy miła potrawa bez soli, a ślaz czy w smaku przyjemny ?. Dotknąć się tego nie ważę, są niby chleb nieczysty”[7].
- Liście i kwiaty tych ślazów zawierają dużo śluzów, garbników i flawonoidów. Dawniej w medycynie ludowej były używane wewnętrznie przy wielu rodzajach schorzeń, oraz zewnętrznie w stanach zapalnych, przy oparzeniach i użądleniach[7].